# لوزين (مسلسل)
لوزين ( أي المصنع)، هو مسلسل مغربي من إخراج أمين مونة سنة 2018، ومن بطولة كل من منى فتو، عزيز الحطاب، محسن مالزي، محمد الخياري، نورا الصقلي، ابتسام لعروسي، جميلة الهوني، زهور السليماني، وآخرون.

## قصة المسلسل
تدور أحداث المسلسل حول ثلاثة أزواج يمثلون الفئة الفقيرة من المجتمع والمتوسطة والغنية، يجدون أنفسهم في مواجهة بسبب حادث سرقة سيتعرض له “لوزين” (المصنع) الذي يشتغلون فيه جميعا.
ليلى وكريم يمثلان الطبقة الغنية ويُسيِّران المصنع، نادية ورضوان يمثلان الطبقة المتوسطة، إضافة إلى خديجة وفتّاح نموّج للطبقة العاملة، حياة الأزواج العادية ستنقلب رأسا على عقب بعد أن يتعرض « لوزين » للسّرقة.

## وصلات خارجية
- صفحة المسلسل على الموقع الرسمي لقناة الأولى